# نیشیمرا، میازاکی
نیشیمرا، میازاکی (به لاتین: Nishimera, Miyazaki) یک منطقهٔ مسکونی در ژاپن است که در Koyu District واقع شده‌است. نیشیمرا  ۱٬۲۹۸ نفر جمعیت دارد.